# 2011年日本の補欠選挙
2011年日本の補欠選挙（2011ねんにほんのほけつせんきょ）では、日本の立法府である衆議院と参議院の議員を補充するために行われる補欠選挙の結果について取り上げる。

## 概要
補欠選挙は、議員が辞職あるいは死亡したこと等で、欠員が生じた場合にその欠員を補充するために行われる選挙である。2000年（平成12年）の公職選挙法改正によって、衆議院と参議院の補欠選挙は4月と10月の年2回にまとめて実施されている。なお補欠選挙期日については、公職選挙法第33条の2において以下のように定められている。
- 9月16日から翌年の3月15日（第1期間）において衆議院議員及び参議院議員の再選挙または補欠選挙を行う事由が生じた場合は、当該期間直後の4月の第4日曜日に補欠選挙を行う。
- 3月16日からその年の9月15日（第2期間）までに衆議院議員及び参議院議員の再選挙または補欠選挙を行う行う事由が生じた場合は、当該期間直後の10月の第4日曜日に補欠選挙を行う。

## 4月24日投票の補欠選挙

### 概要
- 告示日：4月12日
- 投票日：4月24日（第17回統一地方選挙後半戦と同時実施）
- 選挙区：
  - 衆議院：1選挙区

### 選挙区と選挙事由
- 愛知県第6区
- 選挙事由：衆議院議員 石田芳弘（民主党）が、名古屋市長選挙（2月6日）に立候補することとなった為、2011年1月11日に議員を辞職したことによる。
- 立候補者数：5名

| 候補者名   | 年齢 | 党派               | 職業                           |
| ---------- | ---- | ------------------ | ------------------------------ |
| 福原真由美 | 50   | 諸派（幸福実現党） | 宗教法人幸福の科学春日井支部長 |
| 河江明美   | 45   | 日本共産党         | 政党役員                       |
| 川村昌代   | 44   | 諸派（減税日本）   | フリージャーナリスト           |
| 丹羽秀樹   | 38   | 自由民主党         | 選挙区支部長                   |
| 目片文夫   | 70   | 無所属             | 無職                           |

### 選挙結果
選挙の結果、自民党の元議員である丹羽秀樹が他候補に大差をつけて当選を果たし、返り咲きを果たした。地域政党減税日本の新人川村昌代は落選し、減税日本の国会進出は果たせなかった。
- 当日有権者数：418,455名
- 投票者数：175,520名
- 投票率：41.94%

出典
| 当落 | 候補者名   | 党派・新旧         | 得票数  | 得票率 |
| ---- | ---------- | ------------------ | ------- | ------ |
| 当選 | 丹羽秀樹   | 自由民主党         | 104,328 | 61.4%  |
|      | 川村昌代   | 諸派（減税日本）   | 39,308  | 23.2%  |
|      | 河江明美   | 日本共産党         | 14,369  | 8.5%   |
|      | 福原真由美 | 諸派（幸福実現党） | 7,932   | 4.7%   |
|      | 目片文夫   | 無所属             | 3,842   | 2.3%   |
|      |            | 得票合計           | 169,779 |        |

## 10月投票の補欠選挙
第2期間において補欠選挙を行うべき事由（小選挙区選出議員の死亡及び辞職）が生じなかったため、補欠選挙は行われなかった。